# Wachwitzbach
Der Wachwitzbach ist ein Nebenfluss der Elbe im Osten von Dresden. Benannt ist er nach der Ortschaft Wachwitz. Deren Name leitet sich aus dem Slawischen ab und bedeutet „Dorf des Vlach“, also des Anführers der Siedler. Die ersten Häuser der Siedlung entstanden unmittelbar am Elbufer auf dem Schwemmkegel, den der Wachwitzbach geschaffen hatte.

## Verlauf

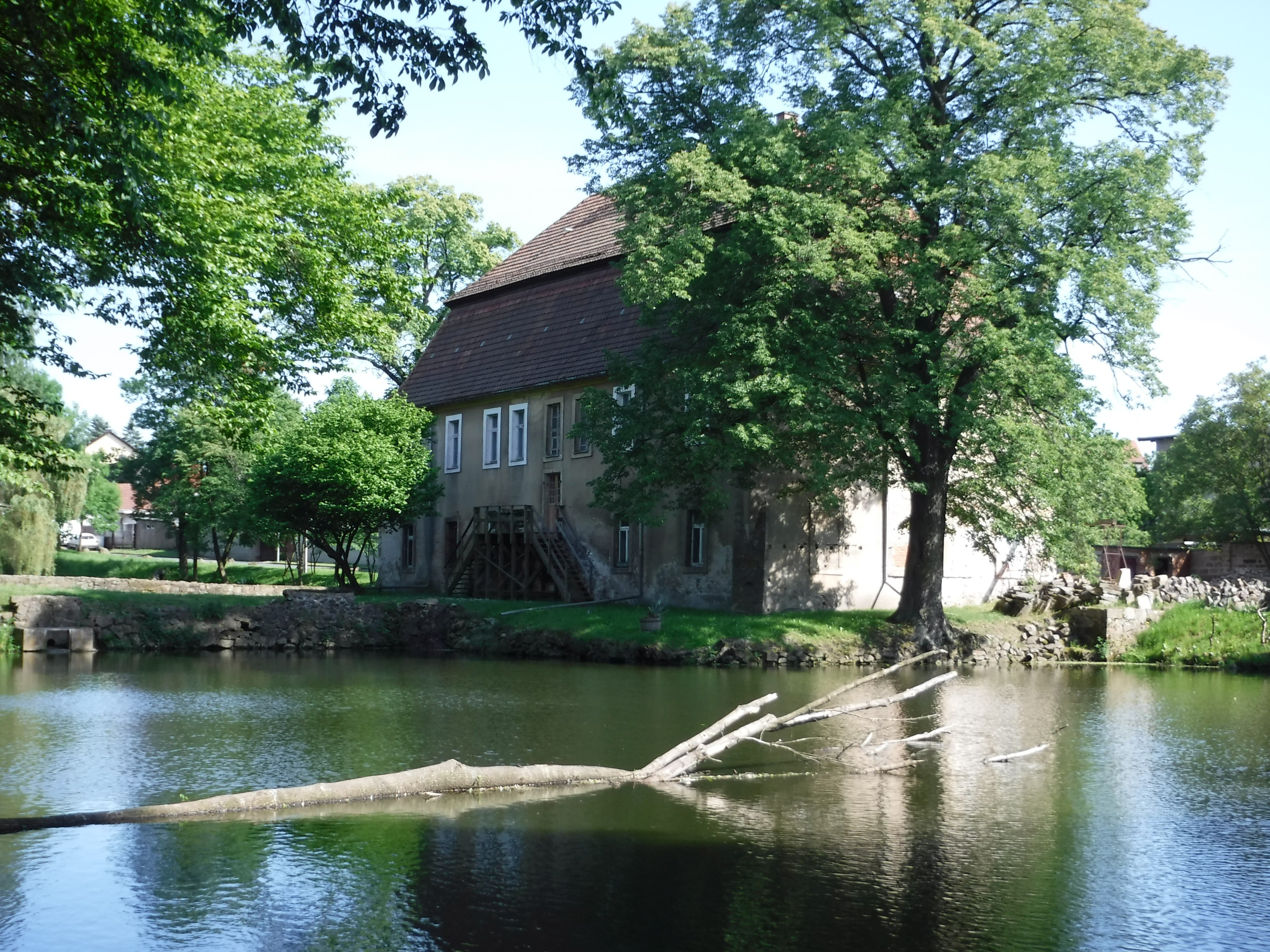
Quellteich am Rittergut Gönnsdorf

Der Bach entspringt im Dresdner Stadtteil Gönnsdorf. Die Quelle liegt im Landschaftspark des ehemaligen Rittergutes Gönnsdorf und speist zwei Teiche neben dem Rittergutsgebäude. Der Bach verläuft zuerst 300 Meter in Richtung Westen, knickt dann ab und fließt in südwestlicher Richtung zur Elbe. Nach 3,6 Kilometern Fließstrecke mündet der Bach südwestlich von Altwachwitz orografisch rechts in die Elbe.
Im Oberlauf hat der Bach bis zum Erreichen der Bebauungsgrenze im Wachwitzgrund einen weitgehend natürlichen Zustand. Anschließend ist der Bach nahezu durchgängig beidseitig mit Ufermauern und einer gepflasterten Sohle befestigt.
Der Verlauf des Baches entspricht heute dem historischen Verlauf.
Im 2,8 Quadratkilometer großen Einzugsgebiet des Wachwitzbachs befinden sich neun naturnahe bis bedingt naturnahe Sicker- und Linearquellen: die Wachwitzgrund-Seitengrund-Quellen 1 bis 4, die Zachenrainquelle, die Bartwiesenquelle, die Guttenquelle, die Lehnwiesenquelle und die Wachberg-Quelle. Die Flächennutzung wird im Einzugsgebiet überwiegend von der Landwirtschaft geprägt.

## Gewässerzustand

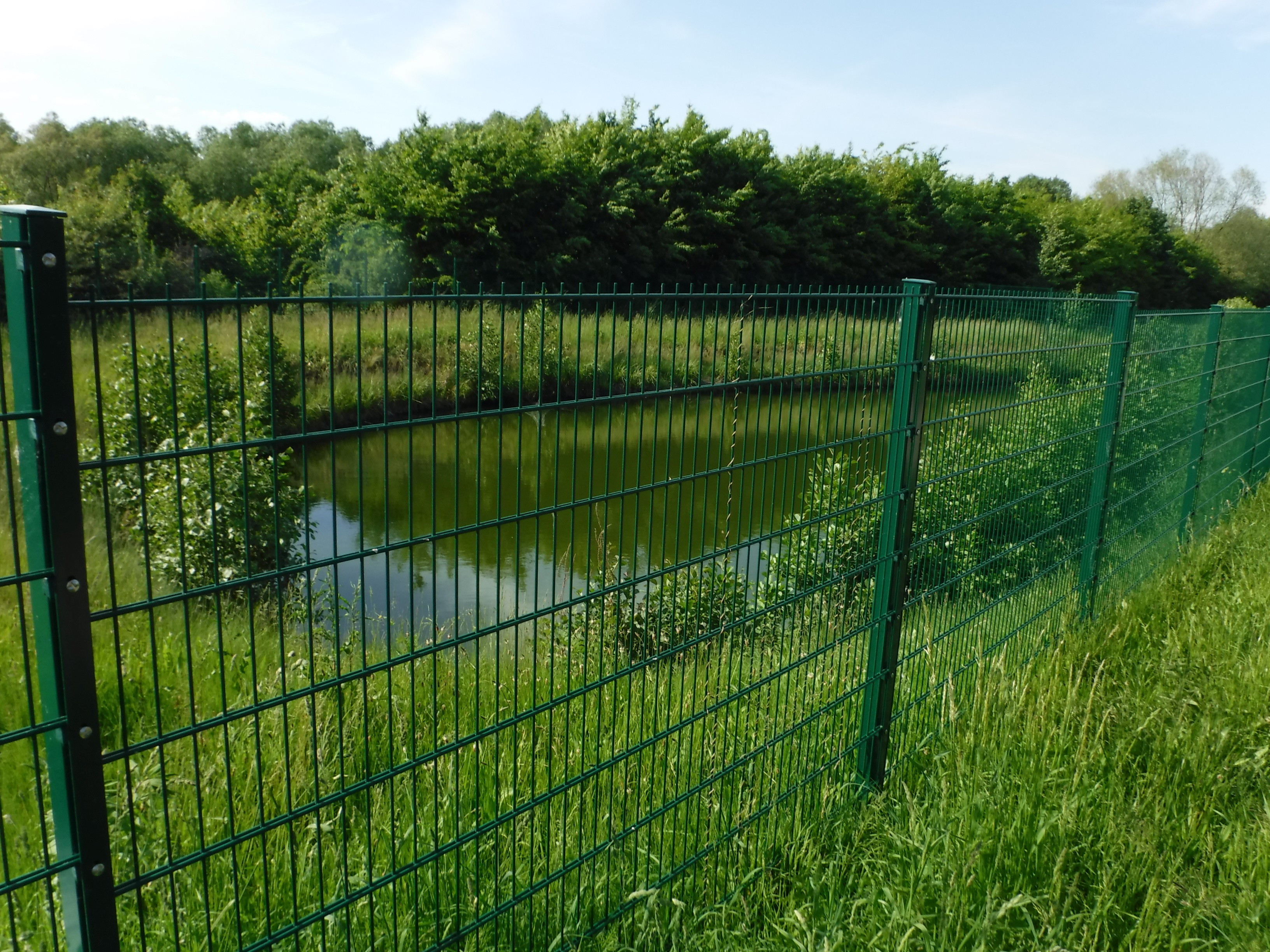
Regenrückhaltebecken

Der Wachwitzbach ist aufgrund seines Einzugsgebietes von unter 10 Quadratkilometern kein eigener Wasserkörper nach der Europäischen Wasserrahmenrichtlinie (WRRL). Der Bach gehört zum Gewässertyp 5 (WRRL): „Grobmaterialreiche, silikatische Mittelgebirgsbäche“. Der Wachwitzbach ist ein Elbhangbach mit größerem Gefälle. Der Oberlauf besteht vorwiegend aus grobmaterialreichen Substraten wie Blöcken, Steinen und Kies. Der geologische Untergrund ist durch Granodiorit und Lösslehm geprägt.
Bei der letzten Untersuchung der Gewässergüte des Wachwitzbachs 2001/2002 wies der Bach im Oberlauf nur eine geringe Belastung auf (Gewässergüte I bis II), verschlechterte sich jedoch im Flussverlauf auf Gewässergüteklasse II (mäßige Belastung).
Im Verlauf des Wachwitzbachs befinden sich vier Regenrückhaltebecken (je zwei in Gönnsdorf und in Rochwitz), die zwischen 1998 und 2004 in Betrieb genommen wurden. Außerdem wird an zwei Stellen in Gönnsdorf Regenwasser eingeleitet. Südöstlich der Pappritzmühle wurden im Bach ein Geschiebe- und ein Treibgutfang eingerichtet.

## Naturschutz
Der überwiegende Teil des Wachwitzbachs und seines Einzugsgebietes befinden sich in den Landschaftsschutzgebieten Schönfelder Hochland und Elbhänge Dresden-Pirna sowie im FFH-Gebiet Elbhänge zwischen Loschwitz und Bonnewitz. Innerhalb des FFH-Gebietes wurde der Bach vollständig als Lebensraumtyp Fließgewässer mit Unterwasservegetation kartiert.
Am Wachwitzbach finden sich folgende geschützte Biotope: naturnahe und natürliche fließende und stehende Binnengewässer mit Ufervegetation und Überschwemmungsbereichen, Schluchtwälder und Streuobstwiesen. Dazu sind Im oberen Gewässerabschnitt Kopfweidenbestände landschaftsprägend. Der Wachwitzbach ist einer der bedeutsamsten Lebensräume des Feuersalamanders in Dresden.

## Kulturdenkmale am Wachwitzbach

### Gönnsdorfer Park

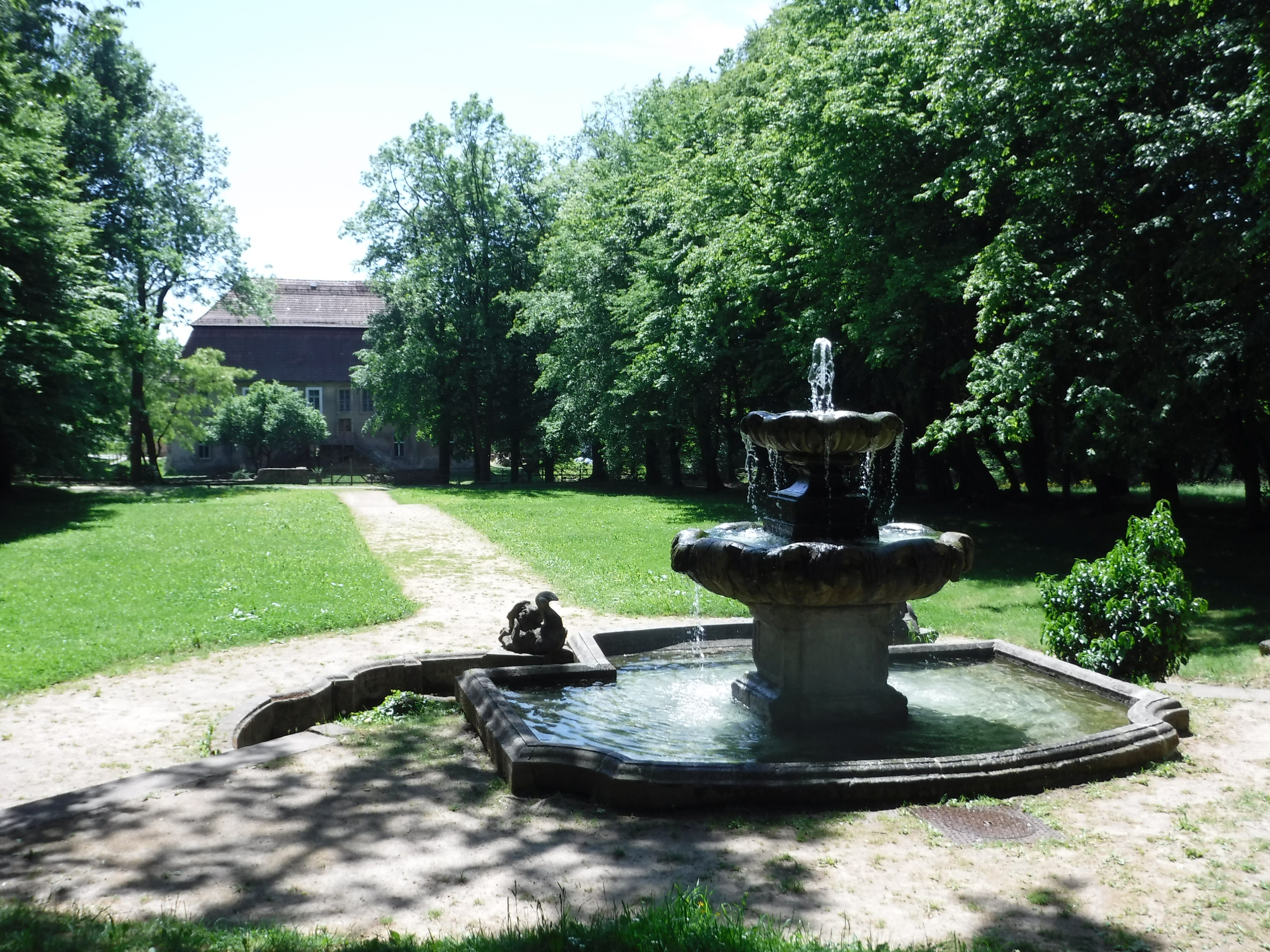
Gönnsdorfer Park, Rittergut

Der Gönnsdorfer Park entstand zusammen mit dem benachbarten Rittergut 1721 im französischen Stil, wurde jedoch bereits 1760 bei Kampfhandlungen im Siebenjährigen Krieg zerstört. Nachdem das Haus Wettin 1878 das Rittergut übernommen hatten, gestalteten sie die Anlage teilweise in einen englischen Landschaftspark um.

### Berg-Ahorn am Wachwitzgrund

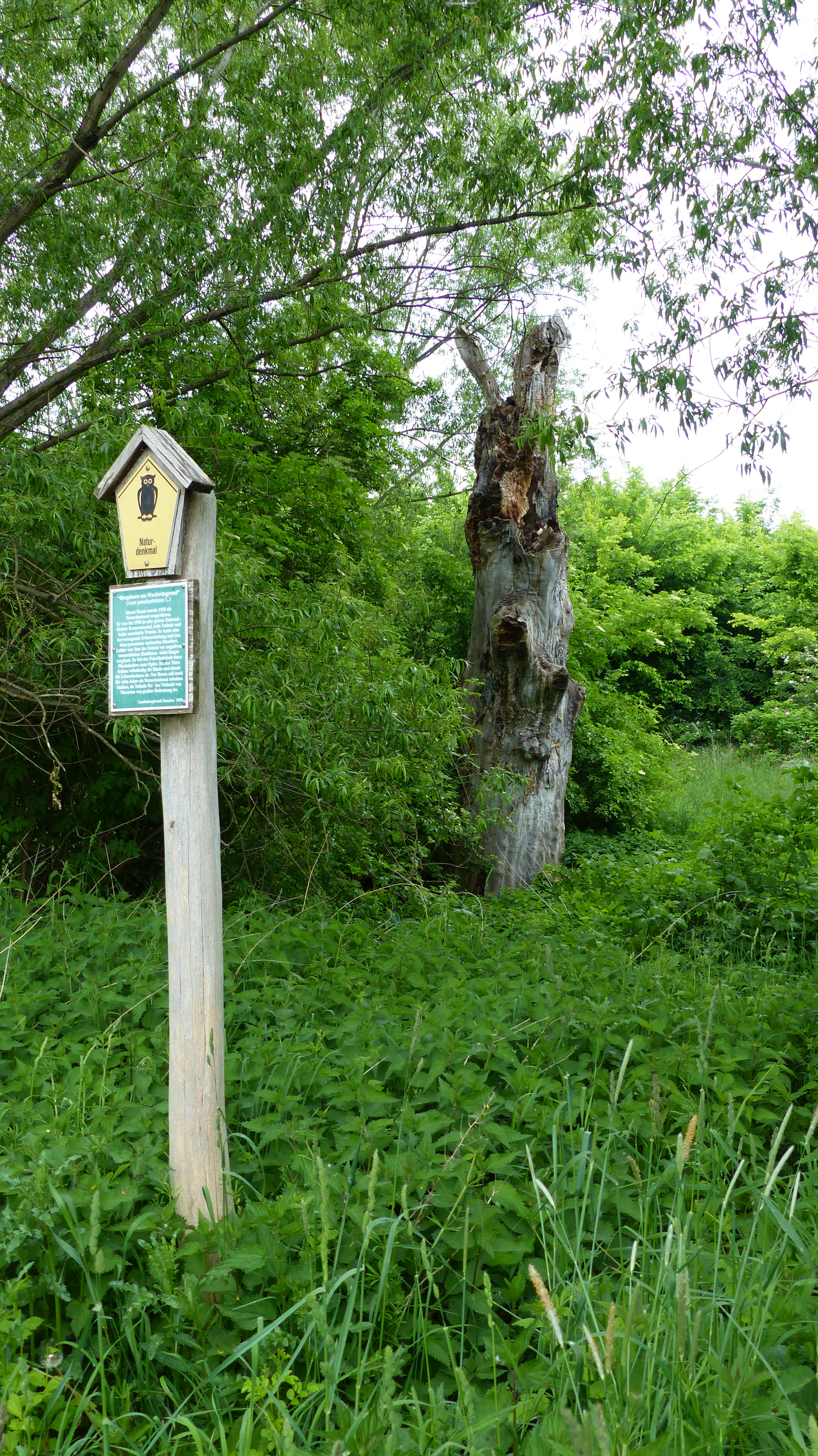
Bergahorn am Wachwitzgrund

Der Berg-Ahorn am Wachwitzgrund ist seit 1958 ein Naturdenkmal und war bis 1995 in einem sehr guten Zustand. Nachdem die Tiere eines Pferdehalters die Rinde gefressen hatten, starb er ab. Der Baum wird als Naturdenkmal erhalten, da das Totholz für eine Vielzahl von Tieren von Bedeutung ist.

### Wohnhaus Hans Jüchser

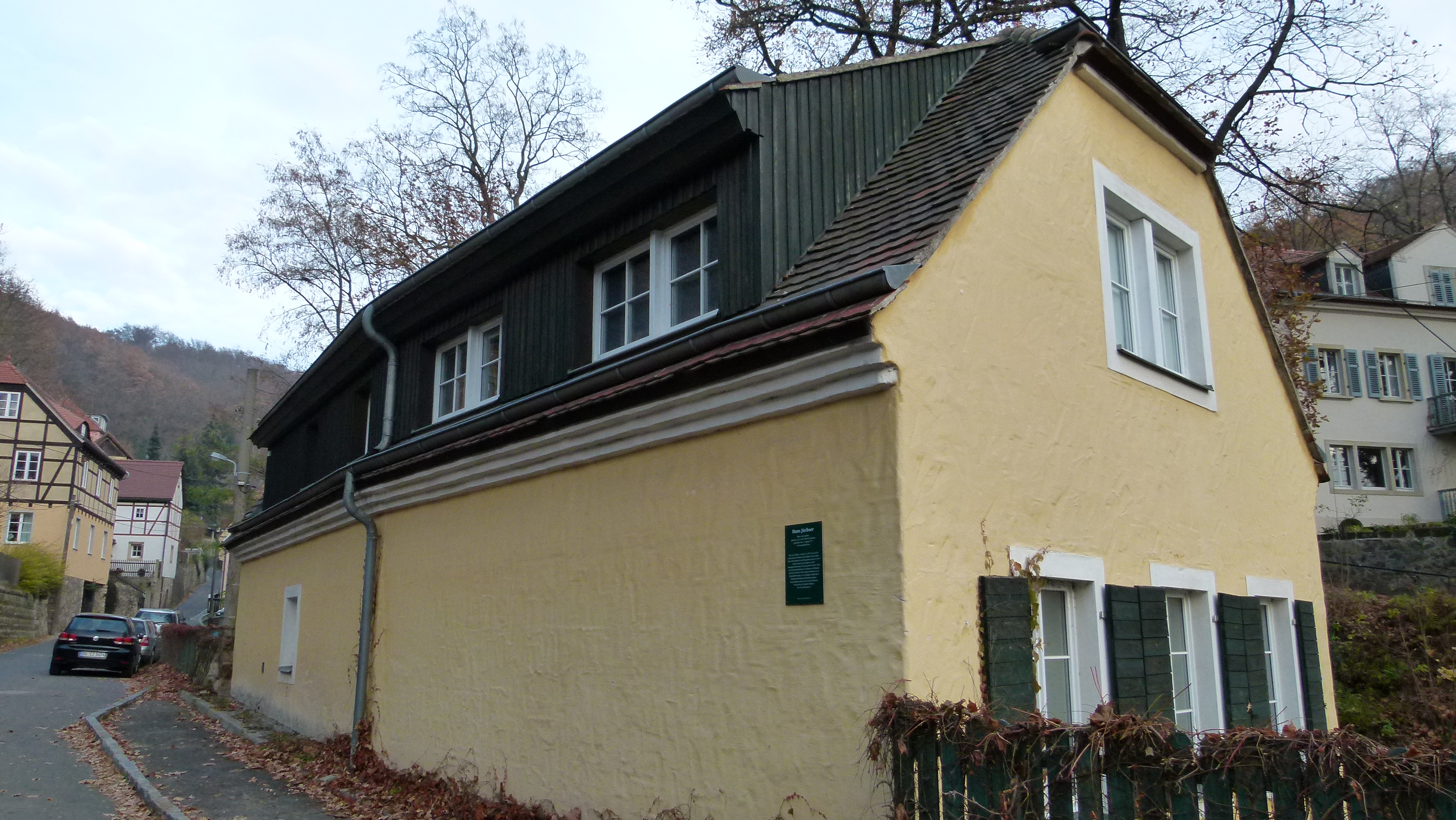
Wohnhaus Hans Jüchsers; rechts der Wachwitzbach

Im Talhaus (Wachwitzgrund 56), einer ehemaligen Mühle am Wachwitzbach, wohnte von 1921 bis an sein Lebensende der Maler Hans Jüchser (1894–1977). Jüchser gehört zu den bedeutendsten Vertretern der Dresdner Malerei des 20. Jahrhunderts.

### Johannesbad
Das Johannesbad (Wachwitzgrund 76) war ursprünglich eine Mahl- und Schneidemühle, 1874 als Gasthaus neu errichtet. Der Mühlteich bestand oberhalb des Gebäudes.

### Pappritzmühle

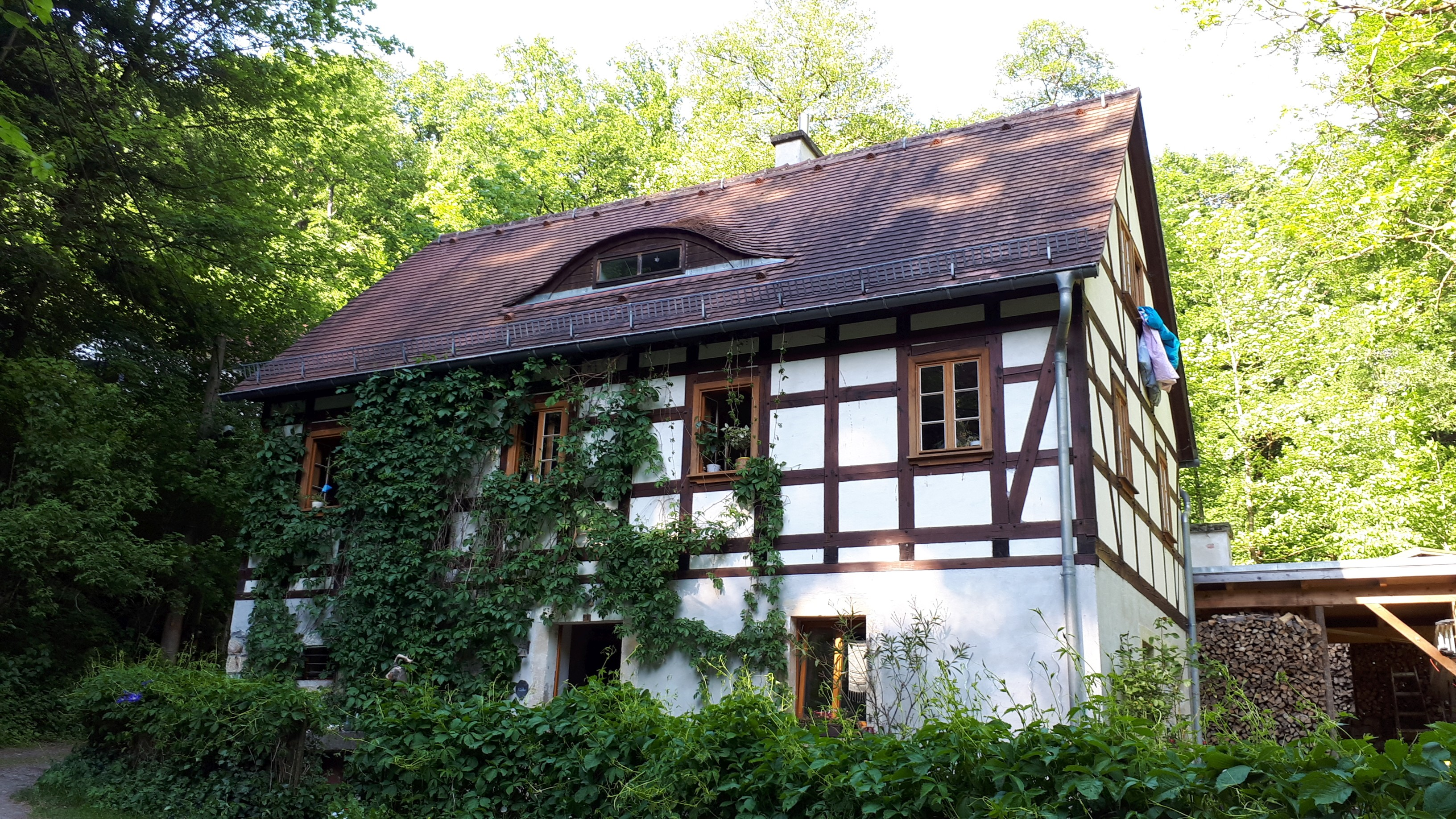
Pappritzmühle

Auf Rochwitzer Flur befindet sich die 1547 erstmals erwähnte Pappritzmühle (Wachwitzgrund 90). Im Jahr 1886 ging der Mahlbetrieb zu Ende, das Haus wird seitdem als Wohnhaus genutzt. 1995 bis 1997 erfolgte eine grundlegende Sanierung des denkmalgeschützten Fachwerkgebäudes.

## Historische Ereignisse

### Hochwasser 1844
Das schwerste bekannte Hochwasser ereignete sich am 12. Mai 1844 nach einem Wolkenbruch. Der Bach entwickelte sich zu einem reißenden Gewässer, löste Erdrutsche aus und zerstörte Grundstücksmauern, so dass neun Gebäude schwer beschädigt und vier völlig zerstört wurden. Zwei Wachwitzer Einwohner verloren dabei ihr Leben.
An dieses Ereignis erinnert ein Hochwasser-Gedenkstein neben dem Brunnenhäuschen in Altwachwitz mit folgender Inschrift:
Zur Erinnerung des am

12. Mai 1844

allhier verheerenden Ungewitter.

Nicht nur die Erinnerung jener

für uns so unheilvollen Stunden

wollen wir disem Steine anvertrauen,

auch dadurch gegen alle,

die durch ihre Hülfe uns sich

edelmüthig nahten, dem Dank

kund geben, wodurch sie sich

ein verbleibendes Denkmal in unseren

Herzen gesetzt, das fester besteht,

als unsre diesem vergänglichen

Stein anvertrauten Worte.

Die

Commune Wachwitz

### Weitere Hochwasser
In den 1990er und den 2000er Jahren wurde der Wachwitzbachs in der Ortslage Wachwitz so ausgebaut, dass Hochwasserabflüsse zu einem Jahrhunderthochwasser schadlos abgeführt werden können. Auch die Gefahr der Verklausung an Bauwerken in der Ortslage Wachwitz konnte durch den Bau eines Geschiebefangs deutlich reduziert werden.
Trotzdem wurde bei einem Hochwasser 2013 die Wachwitzbach-Brücke am Wanderweg Wachwitzgrund beschädigt und musste 2015 durch ein neues Bauwerk ersetzt werden. Die Kosten betrugen rund 45.000 Euro.

## Galerie

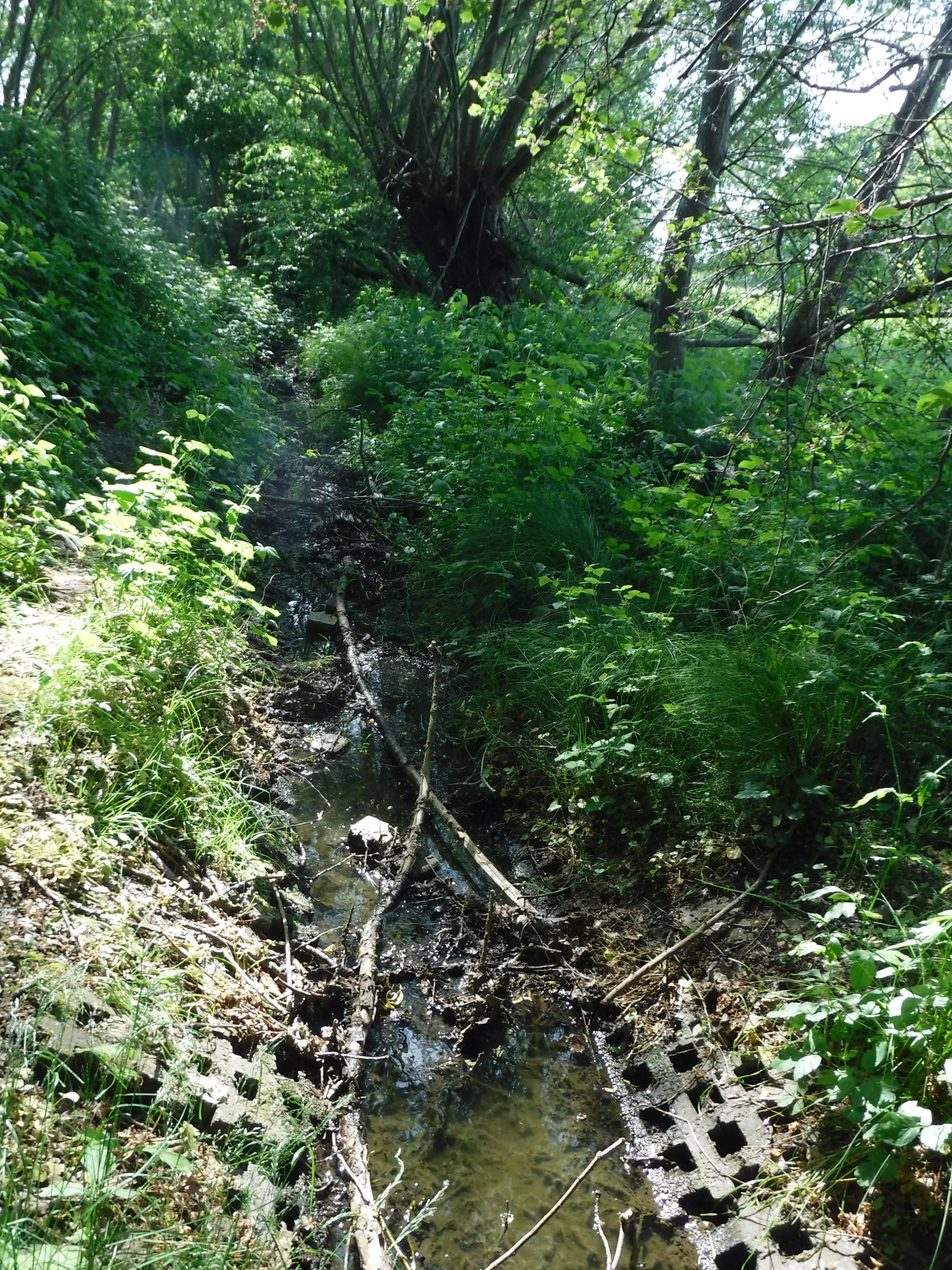
Wachwitzbach kurz nach Verlassen des Quellteichs
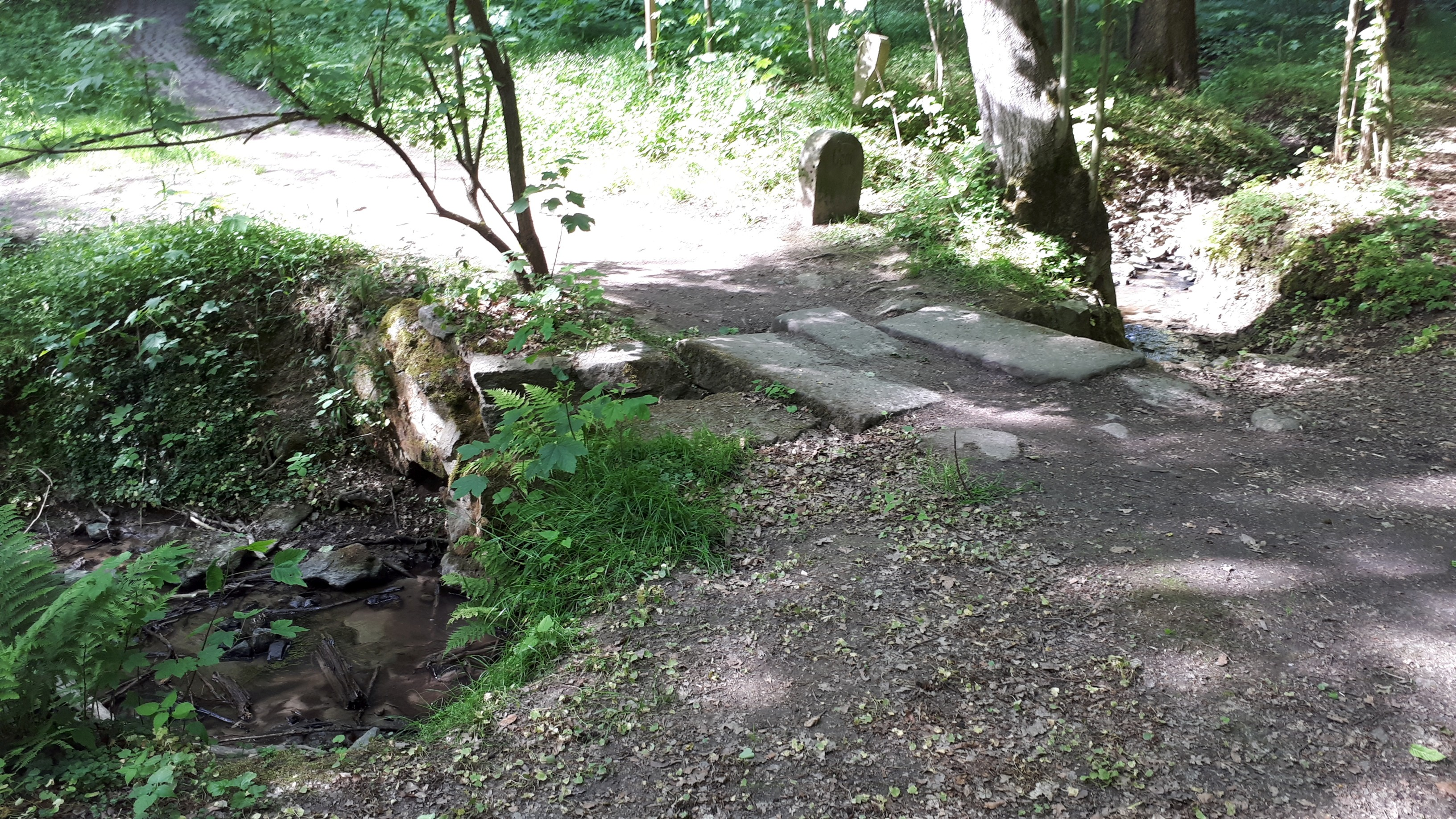
Furt zwischen Wachwitz und Rochwitz
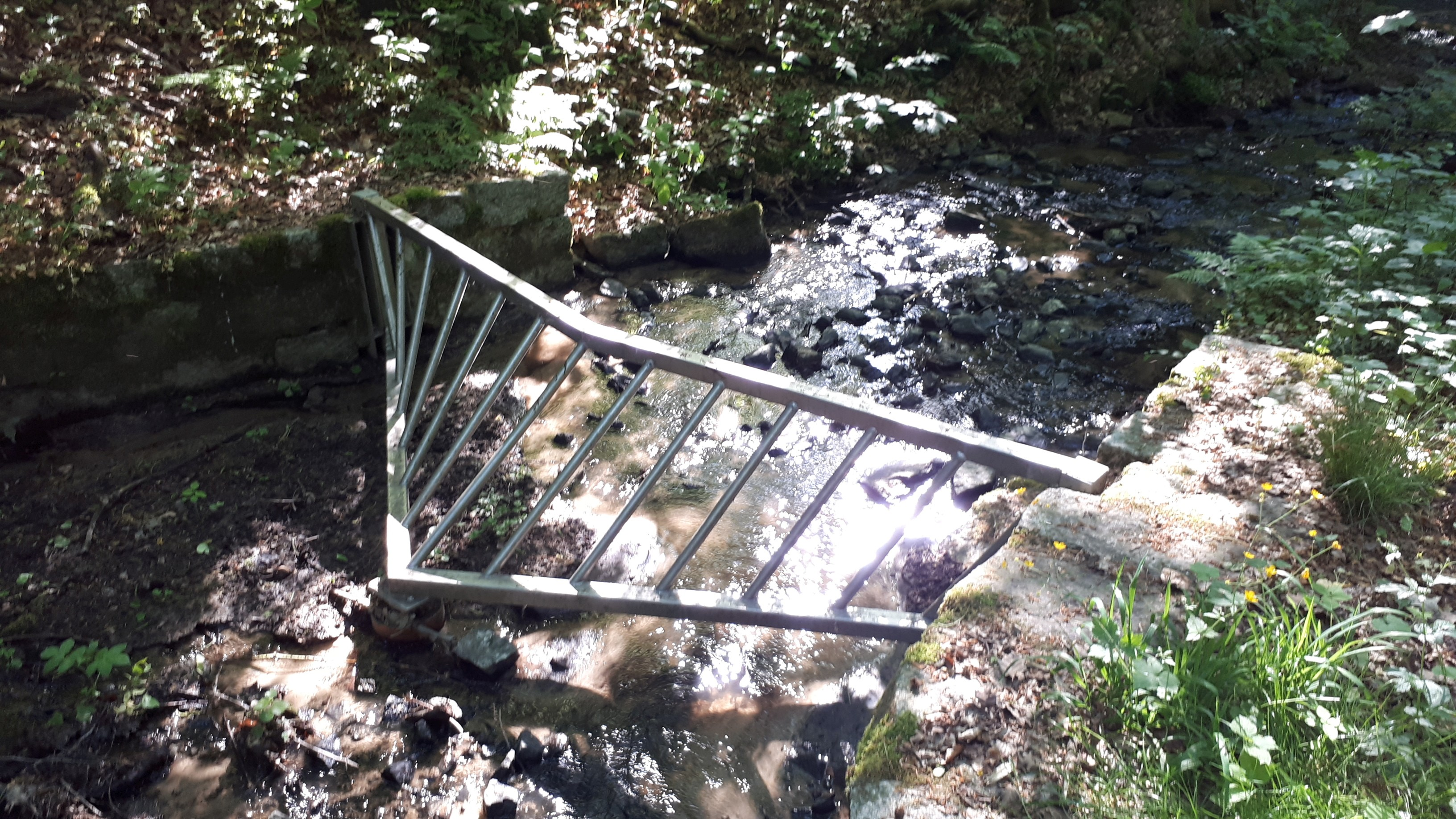
Geschiebefang
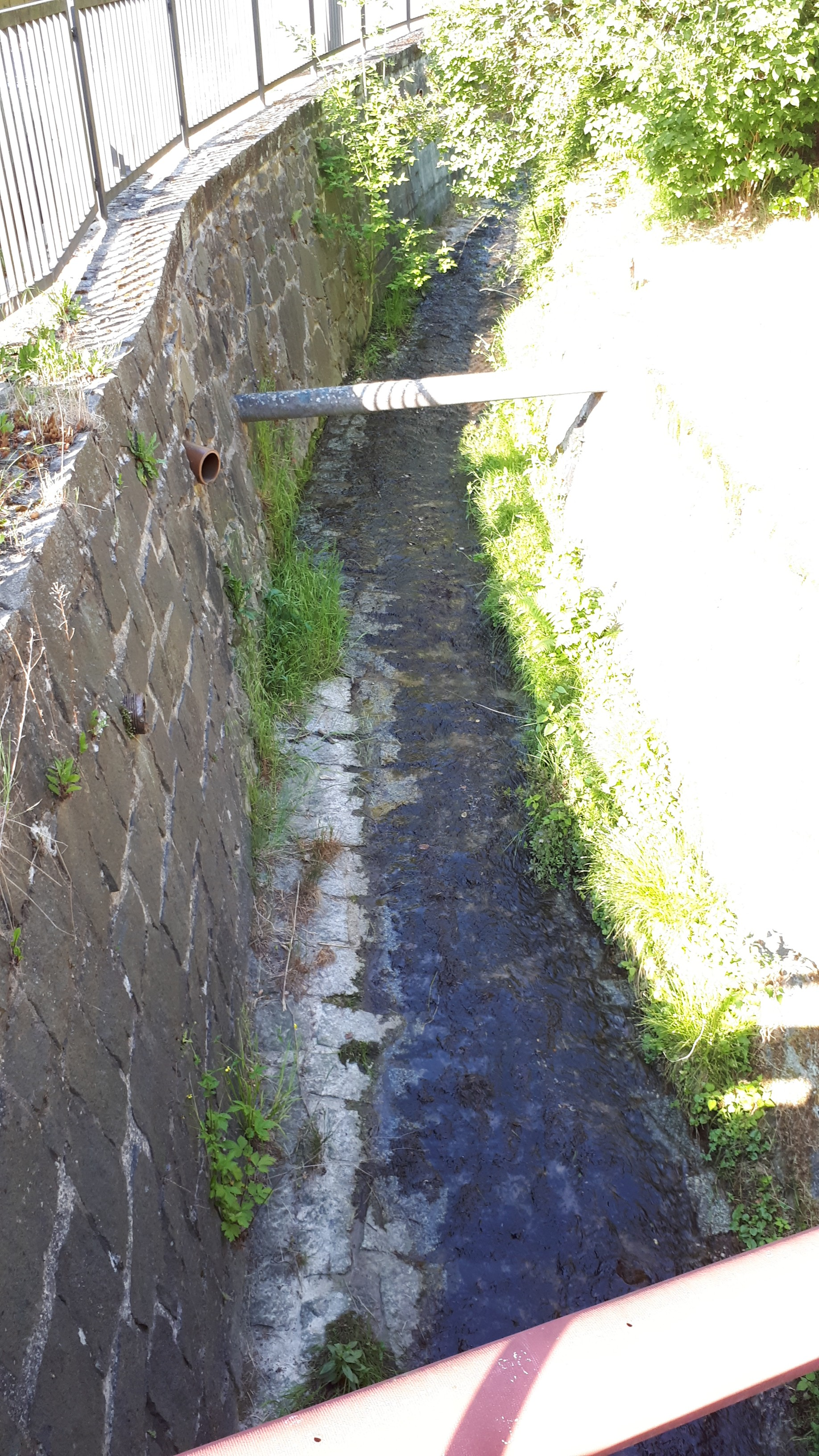
Wachwitzbach mit Ufermauern und gepflasterter Sohle
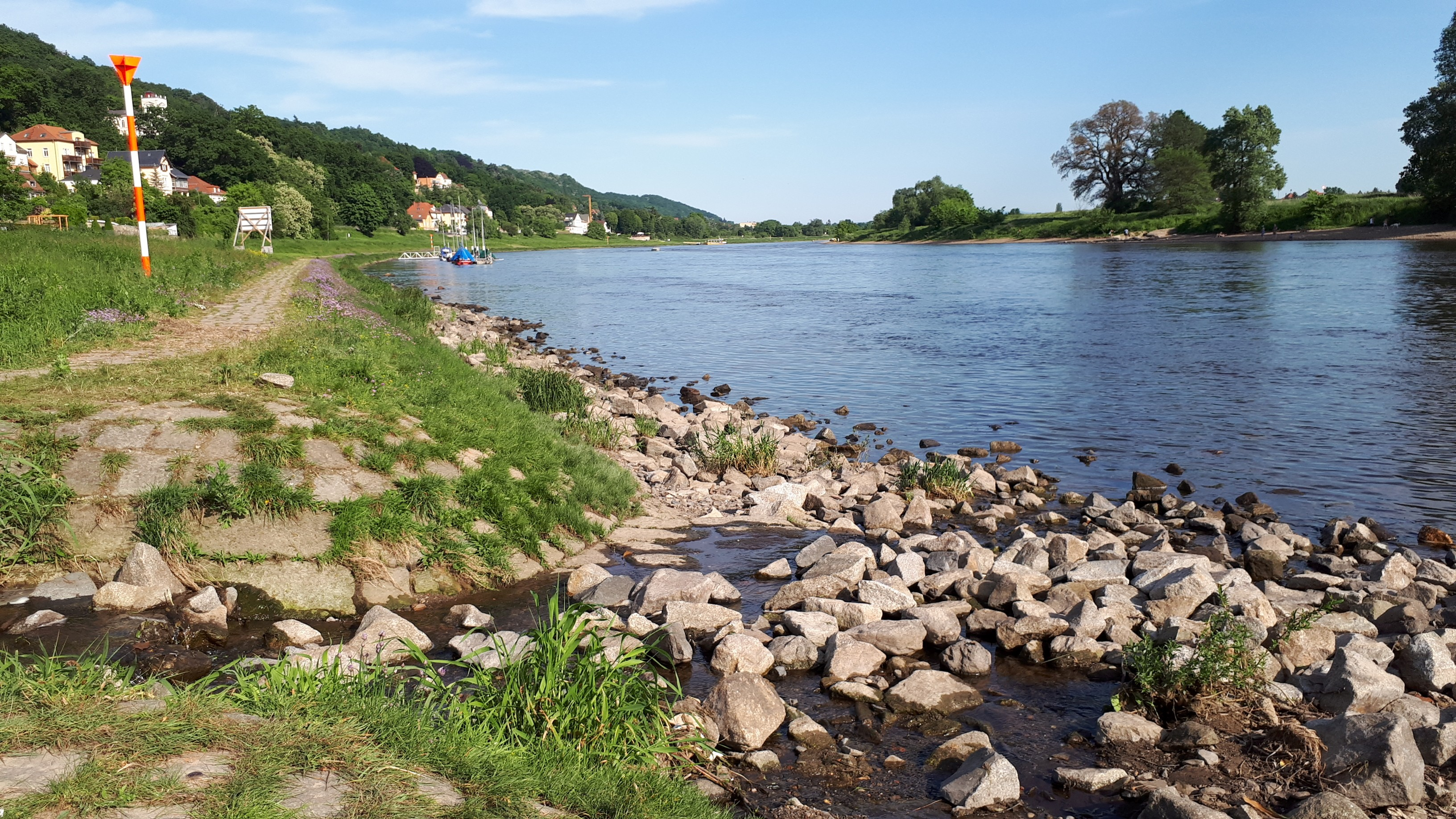
Mündung des Wachwitzbachs in die Elbe